# Огненные кресты

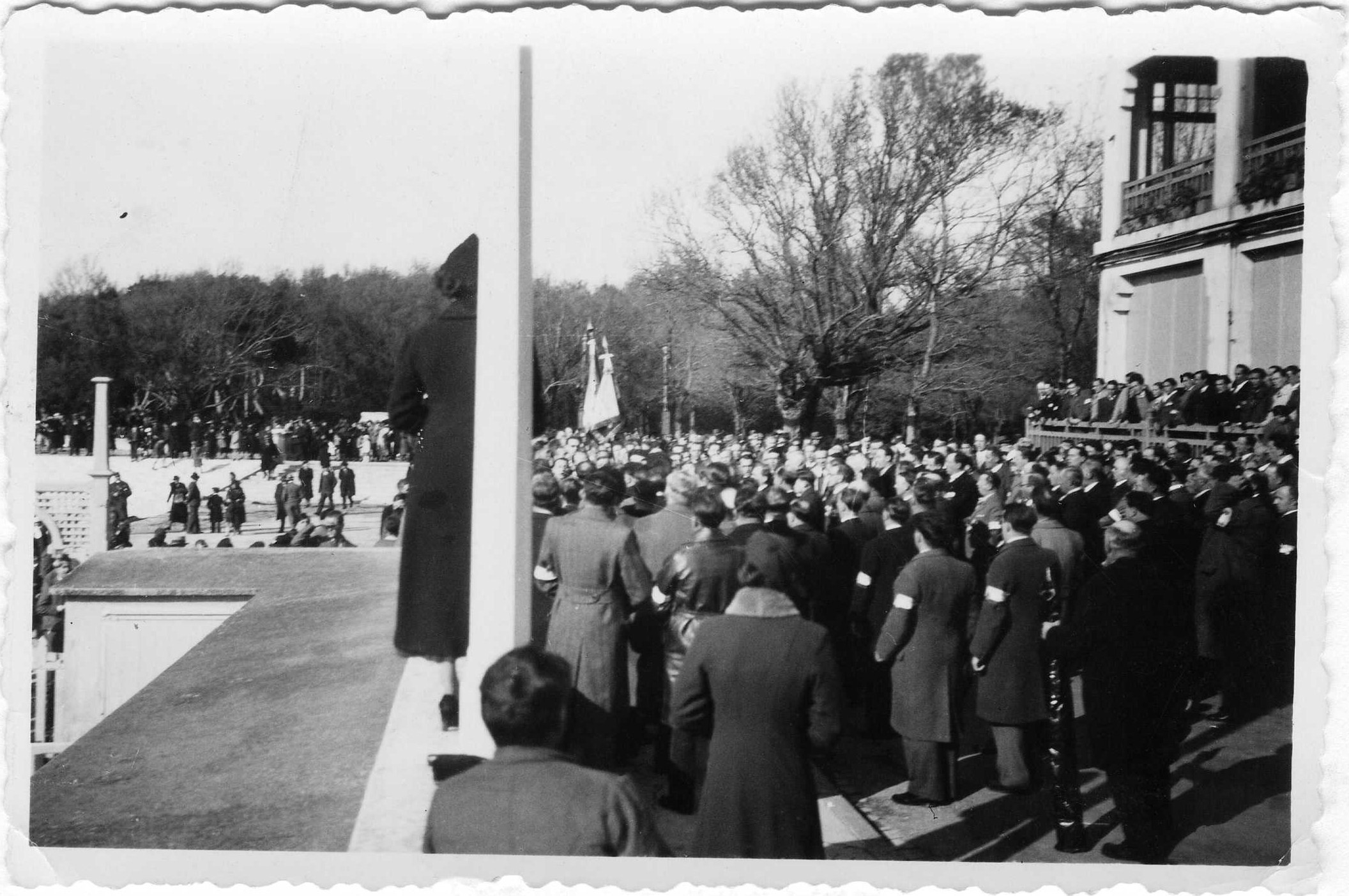
Собрание «Огненных крестов» в Ла-Рошели 11 ноября 1935 года

«Огненные кресты» (фр. Les Croix de Feu) или «Боевые кресты» — военизированная националистическая организация во Франции в период между двумя мировыми войнами.

## История
Основана 26 ноября 1927 года как ассоциация бывших фронтовиков, награждённых боевыми орденами. Основателем организации выступил ветеран Первой мировой войны лейтенант Морис д’Артой, будущий известный писатель. Финансовую поддержку оказал реакционный парфюмерный фабрикант и владелец "Фигаро", почитатель Муссолини, антикоммунист  Франсуа Коти, который субсидировал в 1925-28 г.г. фашистскую организацию Le Faisceau
   Получивший при вступлении в организацию в 1929 г. рекомендации маршалов Франции  Фоша, Файоля и Лиоте, с 1932 года во главе её стоял полковник Франсуа де ля Рок,  под руководством которого она достигла значительной численности и заняла чёткие политические позиции в духе крайне правого консерватизма. Были выдвинуты лозунги перестройки государства в авторитарном духе и демагогические требования социальных реформ. «Огненные кресты» располагали прочной организационной структурой военизированного характера, активно участвовали в попытке фашистского путча 6 февраля 1934.  
Имели ряд филиалов («Национальные добровольцы» (в число которых в 1935-36 г.г. входил Франсуа Миттеран) , «Сыновья Огненные кресты» и т. д.). Распущенная декретом правительства Народного фронта от 18 июня 1936 организация преобразовалась 11 июля во Французскую социальную партию, которая прекратила существование во время Второй мировой войны 1939—45.